# پناهگاه صخره‌ای اشکفت ۱ کاوه کالی
پناهگاه صخره‌ای اشکفت ۱ کاوه کالی در شهرستان پل‌دختر، بخش مرکزی، دهستان جایدر، روستای دردیا (کاوه کالی) واقع شده و این اثر در تاریخ ۱۵ دی ۱۳۸۷ با شمارهٔ ثبت ۲۴۲۷۴ به‌عنوان یکی از آثار ملی ایران به ثبت رسیده است.